# FK Slavjanskij Slavjansk-na-Kubani
FK Slavjanskij Slavjansk-na-Kubani (rusky: Футбольный клуб «Славянский» Славянск-на-Кубани) byl ruský fotbalový klub sídlící ve městě Slavjansk-na-Kubani. Klub byl založen v roce 2010, zanikl v roce 2013.

## Sezóny
| Sezóna  | Liga          | Pozice | Z  | V  | R  | P  | VG | OG | B  | Ruský pohár |
| ------- | ------------- | ------ | -- | -- | -- | -- | -- | -- | -- | ----------- |
| 2011/12 | PFL – sk. Jug | 3.     | 34 | 18 | 10 | 6  | 47 | 24 | 64 | 1/512       |
| 2012/13 | PFL – sk. Jug | 12.    | 32 | 9  | 12 | 11 | 42 | 44 | 39 | 1/128       |